# Vingt-deuxième district congressionnel de Californie
Le 22e district congressionnel de Californie est un district de l'État américain de Californie. Il est représenté par le Républicain David Valadao, qui représentait autrefois le 21e district de Californie de 2013 à 2019 et de 2021 à 2023. Depuis 2024, ce district, aux côtés du 4e de New York, est le district le plus Démocrate représenté par un Républicain, avec un tendance partisane de D+5. C’était également l’une des 18 circonscriptions qui auraient voté pour Joe Biden à l’élection présidentielle de 2020 si elles avaient existé dans leur configuration actuelle tout en ayant été remportées ou détenues par un Républicain en 2022. 
À la suite du redécoupage en 2021, le district se trouve toujours dans la Vallée de San Joaquin. Il comprend la majeure partie du Comté de Kings et certaines parties des comtés de Tulare et Kern. Il comprend le côté est de Bakersfield ; les côtés ouest et sud de Tulare, le côté sud de Hanford ; et tous Porterville, Lindsay, Shafter, Wasco, Delano, McFarland, Arvin, Lamont et Corcoran. Le nouveau 22e est un district à majorité latino.

## Géographie
| #   | Comté  | Siège       | Population |
| --- | ------ | ----------- | ---------- |
| 29  | Kern   | Bakersfield | 913 820    |
| 31  | Kings  | Hanford     | 152 682    |
| 107 | Tulare | Visalia     | 479 468    |

### Villes et Census-designated places de 10 000 habitants ou plus
- Barkersfield - 403 455
- Tulare - 68 875
- Porterville - 62 742
- Hanford - 57 990
- Delano - 51 428
- Oildale - 36 135
- East Niles - 28 390
- Edison - 28 390
- Wasco - 27 047
- Corcoran - 22 339
- Shafter - 19 953
- Arvin - 19 495
- Greenfield - 18 937
- McFarland - 14 161
- Lamont - 14 049
- Avenal - 13 659
- Lindsay - 12 659
- Hillcrest - 10 528

### Villes de 2500 à 10 000 personnes
- East Barkersfield - 9749
- Potomac Park - 9164
- La Cresta - 8787
- Ealimart - 7679
- Fairfax - 7605
- Cottonwood - 6268
- East Porterville - 5549
- Benton Park - 5333
- Armona - 4274
- Old Stine - 3841
- Pixley - 3828
- Rexland Acres - 3563
- Greenfield - 3447
- Strathmore - 3033
- Terra Bella - 2910
- Weedpatch - 2658
- Richgrove - 2538
- Tipton - 2519

## Historique de vote
| Année | Poste      | Résultats                      |
| ----- | ---------- | ------------------------------ |
| 1992  | Président  | Clinton 41,1 % - 35,4          |
| 1992  | Sénateur   | Herschensohn 47,6 % - 43,5 %   |
| 1992  | Sénateur   | Feinstein 48,7 % - 43,3 %      |
| 1994  | Sénateur   | Huffington 46,9 % - 43,5 %     |
| 1994  | Gouverneur | Wilson 58,2 % - 37,7 %         |
| 1996  | Président  | Dole 44,2 % - 44,0 %           |
| 2000  | Président  | Bush 48,8 % - 44,6 %           |
| 2000  | Sénateur   | Feinstein 47,8 % - 42,7 %      |
| 2002  | Gouverneur | Simon 64,3 % - 28,8 %          |
| 2003  | Rappel,    | Oui 76,8 % - 23,2 %            |
| 2003  | Rappel,    | Schwarzenegger 62,9 % - 15,6 % |
| 2004  | Président  | Bush 67,9 % - 31,0 %           |
| 2004  | Sénateur   | Jones 64,3 % - 28,8 %          |
| 2006  | Gouverneur | Schwarzenegger 73,8 % - 22,0 % |
| 2006  | Sénateur   | Mountjoy 57,3 % - 37,4 %       |
| 2008  | Président  | McCain 59,7 % - 38,3 %         |
| 2010  | Gouverneur | Whitman 58, % 34,4 %           |
| 2010  | Sénateur   | Fiorina 63,9 % - 28,8 %        |
| 2012  | Président  | Romney 56,6 % - 41,6 %         |
| 2012  | Sénateur   | Emken 56,8 % - 43,2 %          |
| 2014  | Gouverneur | Kashkari 60,3 % 39,7 %         |
| 2016  | Président  | Trump 52,1 % - 42,6 %          |
| 2016  | Sénateur   | Harris 52,7 % - 47,3 %         |
| 2018  | Gouverneur | Cox 56,8 % - 43,2 %            |
| 2018  | Sénateur   | de Leon 55,7 % - 43,3 %        |
| 2020  | Président  | Trump 51,6 % - 46,2 %          |
| 2021  | Rappel     | Oui 58,2 % - 41,8 %            |
| 2022  | Gouverneur | Dahle 52,1 % - 47,9 %          |
| 2022  | Sénateur   | Padilla 51,2 % - 48,8 %        |

## Liste des représentants du district
| Membre                           | Parti       | Années                            | Congrès     | Histoire électorale | Zone géographique                                                    |
| -------------------------------- | ----------- | --------------------------------- | ----------- | --- | -------------------------------------------------------------------- |
| District created January 3, 1943 |             |                                   |             | |                                                                      |
| John J. Phillips (en)            | Républicain | 3 janvier 1943 - 3 janvier 1953   | 78e - 82e   | Élu en 1942. Réélu en 1944. Réélu en 1946. Réélu en 1948. Réélu en 1950. Redécoupage vers le 29e district.                                                                                                   | 1943–1953 Imperial, Orange, Riverside                                |
| Joseph F. Holt (en)              | Républicain | 3 janvier 1953 - 3 janvier 1961   | 83e - 86e   | Élu en 1952. Réélu en 1954. Réélu en 1956. Réélu en 1958. Retrait. | 1953–1983 Los Angeles                                                |
| James C. Corman (en)             | Démocrate   | 3 janvier 1961 - 3 janvier 1975   | 87e - 93e   | Élu en 1960. Réélu en 1962. Réélu en 1964. Réélu en 1966. Réélu en 1968. Réélu en 1970. Réélu en 1972. Redécoupage vers le 21e district.                                                                     | 1953–1983 Los Angeles                                                |
| Carlos J. Moorhead (en)          | Républicain | 3 janvier 1975 - 3 janvier 1993   | 94e - 102e  | Redécoupage vers le 20e district et réélu en 1974. Réélu en 1976. Réélu en 1978. Réélu en 1980. Réélu en 1982. Réélu en 1984. Réélu en 1986. Réélu en 1988. Réélu en 1990. Redécoupage vers le 27e district. | 1953–1983 Los Angeles                                                |
| Carlos J. Moorhead (en)          | Républicain | 3 janvier 1975 - 3 janvier 1993   | 94e - 102e  | Redécoupage vers le 20e district et réélu en 1974. Réélu en 1976. Réélu en 1978. Réélu en 1980. Réélu en 1982. Réélu en 1984. Réélu en 1986. Réélu en 1988. Réélu en 1990. Redécoupage vers le 27e district. | 1983–1993 Los Angeles (Banlieue Nord de Los Angeles)                 |
| Michael Huffington               | Républicain | 3 janvier 1993 - 3 janvier 1995   | 103e        | Élu en 1992. Retrait pour se présenter comme Sénateur des États-Unis. | 1993–2003 San Luis Obispo, Santa Barbara                             |
| Andrea Seastrand (en)            | Républicain | 3 janvier 1995 - 3 janvier 1997   | 104e        | Élu en 1994. Perds sa réélection. | 1993–2003 San Luis Obispo, Santa Barbara                             |
| Walter Capps                     | Démocrate   | 3 janvier 1997 - 28 octobre 1997  | 105e        | Élu en 1996. Décès. | 1993–2003 San Luis Obispo, Santa Barbara                             |
| Vacant                           | Vacant      | 28 octobre 1997 - 17 mars 1998    | 105e        | | 1993–2003 San Luis Obispo, Santa Barbara                             |
| Lois Capps                       | Démocrate   | 17 mars 1998 - 3 janvier 2003     | 105e - 107e | Élue pour finir le mandat de son mari. Réélue en 1998. Réélue en 2000. Redécoupage vers le 23e district. | 1993–2003 San Luis Obispo, Santa Barbara                             |
| Bill Thomas                      | Républicain | 3 janvier 2003 - 3 janvier 2007   | 108e , 109e | Redécoupage depuis le 21e district et réélu en 2002. Réélu en 2004. Retrait. | 2003–2013 Kern, Los Angeles (Lancaster), San Luis Obispo (en partie) |
| Kevin McCarthy                   | Républicain | 3 janvier 2007 - 3 janvier 2013   | 110e - 112e | Élu en 2006. Réélu en 2008. Réélu en 2010. Redécoupage vers le 23e district. | 2003–2013 Kern, Los Angeles (Lancaster), San Luis Obispo (en partie) |
| Devin Nunes                      | Républicain | 3 janvier 2013 - 1er janvier 2022 | 113e - 117e | Redécoupage depuis le 21e district et réélu en 2012. Réélu en 2014. Réélu en 2016. Réélu en 2018. Réélu en 2020. Démissionne pour devenir le PDG du Trump Media & Technology Group                           | 2013–2023 Fresno, Tulare (Fresno, Clovis, Tulare, Visalia)           |
| Vacant                           | Vacant      | 1er janvier 2022 - 14 juin 2022   | 117e        | | 2013–2023 Fresno, Tulare (Fresno, Clovis, Tulare, Visalia)           |
| Connie Conway                    | Républicain | 14 juin 2022 - 3 janvier 2023     | 117e        | Élue pour terminer le mandat de Nunes. Redécoupage vers le 20e district et retrait. | 2013–2023 Fresno, Tulare (Fresno, Clovis, Tulare, Visalia)           |
| David Valadao                    | Républicain | 3 janvier 2023 - en cours         | 118e - 119e | Redécoupage depuis le 21e district et réélu en 2022. Réélu en 2024. | 2023–en cours                                                        |

## Résultats des récentes élections
Voici les résultats des dix précédents cycles électoraux dans le district.

### 2004
| Élection de 2004 du 22e district congressionnel de Californie | Élection de 2004 du 22e district congressionnel de Californie | Élection de 2004 du 22e district congressionnel de Californie | Élection de 2004 du 22e district congressionnel de Californie | Élection de 2004 du 22e district congressionnel de Californie |
| ------------------------------------------------------------- | ------------------------------------------------------------- | ------------------------------------------------------------- | ------------------------------------------------------------- | ------------------------------------------------------------- |
| Parti                                                         | Parti                                                         | Candidat                                                      | Votes                                                         | %                                                             |
|                                                               | Républicain                                                   | Bill Thomas (sortant)                                         | 209 384                                                       | 100%                                                          |
|                                                               | Les Républicains conservent                                   |                                                               |                                                               |                                                               |

### 2006
| Élection de 2006 du 22e district congressionnel de Californie | Élection de 2006 du 22e district congressionnel de Californie | Élection de 2006 du 22e district congressionnel de Californie | Élection de 2006 du 22e district congressionnel de Californie | Élection de 2006 du 22e district congressionnel de Californie |
| ------------------------------------------------------------- | ------------------------------------------------------------- | ------------------------------------------------------------- | ------------------------------------------------------------- | ------------------------------------------------------------- |
| Parti                                                         | Parti                                                         | Candidat                                                      | Votes                                                         | %                                                             |
|                                                               | Républicain                                                   | Kevin McCarthy                                                | 133 278                                                       | 70,8                                                          |
|                                                               | Démocrate                                                     | Sharon M. Beery                                               | 55 226                                                        | 29,2                                                          |
| Total des votes                                               | Total des votes                                               | Total des votes                                               | 188 504                                                       | 100%                                                          |
|                                                               | Les Républicains conservent                                   |                                                               |                                                               |                                                               |

### 2008
| Élection de 2008 du 22e district congressionnel de Californie | Élection de 2008 du 22e district congressionnel de Californie | Élection de 2008 du 22e district congressionnel de Californie | Élection de 2008 du 22e district congressionnel de Californie | Élection de 2008 du 22e district congressionnel de Californie |
| ------------------------------------------------------------- | ------------------------------------------------------------- | ------------------------------------------------------------- | ------------------------------------------------------------- | ------------------------------------------------------------- |
| Parti                                                         | Parti                                                         | Candidat                                                      | Votes                                                         | %                                                             |
|                                                               | Républicain                                                   | Kevin McCarthy (sortant)                                      | 224 549                                                       | 100%                                                          |
|                                                               | Les Républicains conservent                                   |                                                               |                                                               |                                                               |

### 2010
| Élection de 2010 du 22e district congressionnel de Californie | Élection de 2010 du 22e district congressionnel de Californie | Élection de 2010 du 22e district congressionnel de Californie | Élection de 2010 du 22e district congressionnel de Californie | Élection de 2010 du 22e district congressionnel de Californie |
| ------------------------------------------------------------- | ------------------------------------------------------------- | ------------------------------------------------------------- | ------------------------------------------------------------- | ------------------------------------------------------------- |
| Parti                                                         | Parti                                                         | Candidat                                                      | Votes                                                         | %                                                             |
|                                                               | Républicain                                                   | Kevin McCarthy (sortant)                                      | 173 490                                                       | 98,8                                                          |
|                                                               | Indépendant                                                   | John Uebersax (write-in)                                      | 2173                                                          | 1,2                                                           |
| Total des votes                                               | Total des votes                                               | Total des votes                                               | 175 663                                                       | 100%                                                          |
|                                                               | Les Républicains conservent                                   |                                                               |                                                               |                                                               |

### 2012
| Élection de 2012 du 22e district congressionnel de Californie | Élection de 2012 du 22e district congressionnel de Californie | Élection de 2012 du 22e district congressionnel de Californie | Élection de 2012 du 22e district congressionnel de Californie | Élection de 2012 du 22e district congressionnel de Californie |
| ------------------------------------------------------------- | ------------------------------------------------------------- | ------------------------------------------------------------- | ------------------------------------------------------------- | ------------------------------------------------------------- |
| Parti                                                         | Parti                                                         | Candidat                                                      | Votes                                                         | %                                                             |
|                                                               | Républicain                                                   | Devin Nunes (sortant)                                         | 132 386                                                       | 61,9                                                          |
|                                                               | Démocrate                                                     | Otto Lee                                                      | 81 555                                                        | 38,1                                                          |
| Total des votes                                               | Total des votes                                               | Total des votes                                               | 213 941                                                       | 100%                                                          |
|                                                               | Les Républicains conservent                                   |                                                               |                                                               |                                                               |

### 2014
| Élection de 2014 du 22e district congressionnel de Californie | Élection de 2014 du 22e district congressionnel de Californie | Élection de 2014 du 22e district congressionnel de Californie | Élection de 2014 du 22e district congressionnel de Californie | Élection de 2014 du 22e district congressionnel de Californie |
| ------------------------------------------------------------- | ------------------------------------------------------------- | ------------------------------------------------------------- | ------------------------------------------------------------- | ------------------------------------------------------------- |
| Parti                                                         | Parti                                                         | Candidat                                                      | Votes                                                         | %                                                             |
|                                                               | Républicain                                                   | Devin Nunes (sortant)                                         | 96 053                                                        | 72,0                                                          |
|                                                               | Démocrate                                                     | Suzanna "Sam" Aguilera-Marrero                                | 37 289                                                        | 28,0                                                          |
| Total des votes                                               | Total des votes                                               | Total des votes                                               | 133 342                                                       | 100%                                                          |
|                                                               | Les Républicains conservent                                   |                                                               |                                                               |                                                               |

### 2016
| Élection de 2016 du 22e district congressionnel de Californie | Élection de 2016 du 22e district congressionnel de Californie | Élection de 2016 du 22e district congressionnel de Californie | Élection de 2016 du 22e district congressionnel de Californie | Élection de 2016 du 22e district congressionnel de Californie |
| ------------------------------------------------------------- | ------------------------------------------------------------- | ------------------------------------------------------------- | ------------------------------------------------------------- | ------------------------------------------------------------- |
| Parti                                                         | Parti                                                         | Candidat                                                      | Votes                                                         | %                                                             |
|                                                               | Républicain                                                   | Devin Nunes (sortant)                                         | 158 755                                                       | 67,6                                                          |
|                                                               | Démocrate                                                     | Louie J. Campos                                               | 76 211                                                        | 32,4                                                          |
| Total des votes                                               | Total des votes                                               | Total des votes                                               | 234 966                                                       | 100%                                                          |
|                                                               | Les Républicains conservent                                   |                                                               |                                                               |                                                               |

### 2018
| Élection de 2018 du 22e district congressionnel de Californie | Élection de 2018 du 22e district congressionnel de Californie | Élection de 2018 du 22e district congressionnel de Californie | Élection de 2018 du 22e district congressionnel de Californie | Élection de 2018 du 22e district congressionnel de Californie |
| ------------------------------------------------------------- | ------------------------------------------------------------- | ------------------------------------------------------------- | ------------------------------------------------------------- | ------------------------------------------------------------- |
| Parti                                                         | Parti                                                         | Candidat                                                      | Votes                                                         | %                                                             |
|                                                               | Républicain                                                   | Devin Nunes (sortant)                                         | 117 243                                                       | 52,7                                                          |
|                                                               | Démocrate                                                     | Andrew Janz                                                   | 105 136                                                       | 47,3                                                          |
| Total des votes                                               | Total des votes                                               | Total des votes                                               | 222 379                                                       | 100%                                                          |
|                                                               | Les Républicains conservent                                   |                                                               |                                                               |                                                               |

### 2020
| Élection de 2020 du 22e district congressionnel de Californie | Élection de 2020 du 22e district congressionnel de Californie | Élection de 2020 du 22e district congressionnel de Californie | Élection de 2020 du 22e district congressionnel de Californie | Élection de 2020 du 22e district congressionnel de Californie |
| ------------------------------------------------------------- | ------------------------------------------------------------- | ------------------------------------------------------------- | ------------------------------------------------------------- | ------------------------------------------------------------- |
| Parti                                                         | Parti                                                         | Candidat                                                      | Votes                                                         | %                                                             |
|                                                               | Républicain                                                   | Devin Nunes (sortant)                                         | 151 864                                                       | 54,2                                                          |
|                                                               | Démocrate                                                     | Phil Arballo                                                  | 128 564                                                       | 45,8                                                          |
| Total des votes                                               | Total des votes                                               | Total des votes                                               | 280 428                                                       | 100%                                                          |
|                                                               | Les Républicains conservent                                   |                                                               |                                                               |                                                               |

### 2022 (Spéciale)
| Élection de 2022 du 22e district congressionnel de Californie | Élection de 2022 du 22e district congressionnel de Californie | Élection de 2022 du 22e district congressionnel de Californie | Élection de 2022 du 22e district congressionnel de Californie | Élection de 2022 du 22e district congressionnel de Californie |
| ------------------------------------------------------------- | ------------------------------------------------------------- | ------------------------------------------------------------- | ------------------------------------------------------------- | ------------------------------------------------------------- |
| Parti                                                         | Parti                                                         | Candidat                                                      | Votes                                                         | %                                                             |
|                                                               | Républicain                                                   | Connie Conway                                                 | 69 954                                                        | 62,1                                                          |
|                                                               | Démocrate                                                     | Lourin Hubbard                                                | 42 688                                                        | 37,9                                                          |
| Total des votes                                               | Total des votes                                               | Total des votes                                               | 112 642                                                       | 100%                                                          |
|                                                               | Les Républicains conservent                                   |                                                               |                                                               |                                                               |

### 2022
La Californie a tenu sa Primaire Jungle le 7 juin 2022, selon ce système de Primaire, tous les candidats sont sur le même bulletin de vote, et les deux arrivés en tête s'affronteront le jour de l'Élection Générale, à savoir le 8 novembre 2022.
| Primaire Jungle 2022 du 22e district congressionnel de Californie | Primaire Jungle 2022 du 22e district congressionnel de Californie | Primaire Jungle 2022 du 22e district congressionnel de Californie | Primaire Jungle 2022 du 22e district congressionnel de Californie | Primaire Jungle 2022 du 22e district congressionnel de Californie |
| ----------------------------------------------------------------- | ----------------------------------------------------------------- | ----------------------------------------------------------------- | ----------------------------------------------------------------- | ----------------------------------------------------------------- |
| Parti                                                             | Parti                                                             | Candidat                                                          | Votes                                                             | %                                                                 |
|                                                                   | Démocrate                                                         | Rudy Salas                                                        | 25 337                                                            | 45,2                                                              |
|                                                                   | Républicain                                                       | David G. Valadao (sortant)                                        | 14 331                                                            | 25,6                                                              |
|                                                                   | Républicain                                                       | Chris Mathys                                                      | 13 111                                                            | 23,4                                                              |
|                                                                   | Républicain                                                       | Adam Thomas Medeiros                                              | 3250                                                              | 5,8                                                               |

| Élection de 2022 du 22e district congressionnel de Californie | Élection de 2022 du 22e district congressionnel de Californie | Élection de 2022 du 22e district congressionnel de Californie | Élection de 2022 du 22e district congressionnel de Californie | Élection de 2022 du 22e district congressionnel de Californie |
| ------------------------------------------------------------- | ------------------------------------------------------------- | ------------------------------------------------------------- | ------------------------------------------------------------- | ------------------------------------------------------------- |
| Parti                                                         | Parti                                                         | Candidat                                                      | Votes                                                         | %                                                             |
|                                                               | Républicain                                                   | David G. Valadao (sortant)                                    | 52 994                                                        | 51,5                                                          |
|                                                               | Démocrate                                                     | Rudy Salas                                                    | 49 862                                                        | 48,5                                                          |
| Total des votes                                               | Total des votes                                               | Total des votes                                               | 102 856                                                       | 100%                                                          |
|                                                               | Les Républicains conservent                                   |                                                               |                                                               |                                                               |

## Frontières historique du district

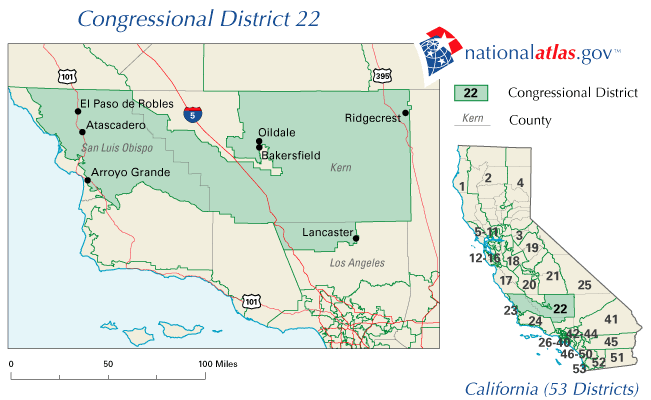
2003 - 2013

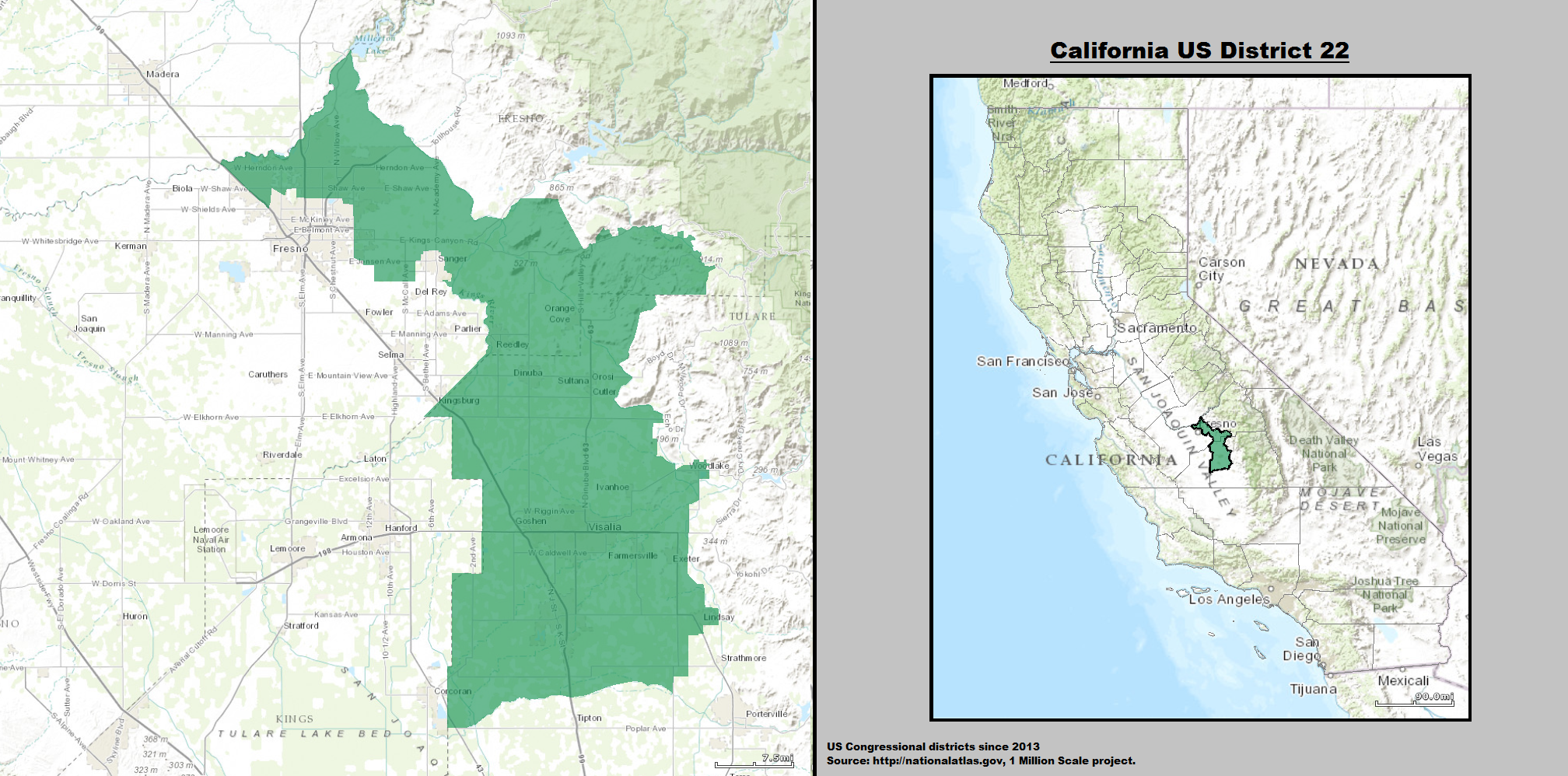
2013 - 2023

### 2024
La Californie a tenu sa Primaire Jungle le 5 mars 2024, selon ce système de Primaire, tous les candidats sont sur le même bulletin de vote, et les deux arrivés en tête s'affronteront le jour de l'Élection Générale, à savoir le 5 novembre 2024.
| Primaire Jungle 2024 du 22e district congressionnel de Californie | Primaire Jungle 2024 du 22e district congressionnel de Californie | Primaire Jungle 2024 du 22e district congressionnel de Californie | Primaire Jungle 2024 du 22e district congressionnel de Californie | Primaire Jungle 2024 du 22e district congressionnel de Californie |
| ----------------------------------------------------------------- | ----------------------------------------------------------------- | ----------------------------------------------------------------- | ----------------------------------------------------------------- | ----------------------------------------------------------------- |
| Parti                                                             | Parti                                                             | Candidat                                                          | Votes                                                             | %                                                                 |
|                                                                   | Républicain                                                       | David G. Valadao (sortant)                                        | 20 479                                                            | 32,7                                                              |
|                                                                   | Démocrate                                                         | Rudy Salas                                                        | 19 592                                                            | 31,3                                                              |
|                                                                   | Républicain                                                       | Chris Mathys                                                      | 13 745                                                            | 22,0                                                              |
|                                                                   | Démocrate                                                         | Melissa Hurtado                                                   | 8733                                                              | 14,0                                                              |

| Élection de 2024 du 22e district congressionnel de Californie | Élection de 2024 du 22e district congressionnel de Californie | Élection de 2024 du 22e district congressionnel de Californie | Élection de 2024 du 22e district congressionnel de Californie | Élection de 2024 du 22e district congressionnel de Californie |
| ------------------------------------------------------------- | ------------------------------------------------------------- | ------------------------------------------------------------- | ------------------------------------------------------------- | ------------------------------------------------------------- |
| Parti                                                         | Parti                                                         | Candidat                                                      | Votes                                                         | %                                                             |
|                                                               | Républicain                                                   | David G. Valadao (sortant)                                    | 89 484                                                        | 53,4                                                          |
|                                                               | Démocrate                                                     | Rudy Salas                                                    | 78 023                                                        | 46,6                                                          |
| Total des votes                                               | Total des votes                                               | Total des votes                                               | 167 507                                                       | 100%                                                          |
|                                                               | Les Républicains conservent                                   |                                                               |                                                               |                                                               |